# Yakuza 6: The Song of Life
Yakuza 6: The Song of Life (яп. 龍が如く6 命の詩。) — компьютерная игра в жанре приключенческого боевика, разработанная и изданная компанией Sega. Седьмая основная часть серии Yakuza. Игра была выпущена для платформы PlayStation 4 в 2016 году, релиз игры на Windows и Xbox One состоялся 25 марта 2021 года.

## Игровой процесс
Yakuza 6 является приключенческой игрой в открытом мире. Действие игры происходит в 2016 году. Всего доступно 2 локации: вымышленный район Камуротё в Токио и реальный город Ономоти в префектуре Хиросима. Игровой процесс схож с предыдущими играми серии, где исследование локаций сочетается с аркадным боем. Вместо четырёх боевых стилей из Yakuza 0, в Yakuza 6 остался один стиль боя, в котором Кирю на определенное время становится неуязвимым. В отличие от предыдущих игр, в игре только один протагонист — Кадзума Кирю. Игра является первой, которая использует новый движок, разработанный Ryu Ga Gotoku Studio, под названием Dragon Engine.

## Сюжет
Оправившись от травм, полученных в поединке с Масато Аизавой, Кадзуму Кирю арестовывают за свои прошлые преступления, после чего он добровольно проводит три года в тюрьме, надеясь на спокойную жизнь со своими приёмными детьми. В его отсутствие происходит поджог в районе Маленькая Азия в Камуротё, который нарушает баланс сил в преступном мире: Дайго Додзима, Тайга Саэдзима и Горо Мадзима разом оказываются в тюрьме, Кацуми Сугай и Такуми Сомея узурпируют власть в клане Тодзё, к власти в районе приходит китайская триада Сайо, специализирующаяся на торговле людьми, а мафия Джинвеон возрождается и захватывает большую часть Камуротё.
Выйдя на свободу в 2016 году, Кирю узнаёт, что Харука Савамура засела в городе Ономоти после своей скандальной отставки и в настоящее время находится в коме после аварии, произошедшей в Камуротё. Узнав, что у неё есть сын Харуто, Кирю отправляется с ребенком в Ономоти. По прибытии Кирю знакомится с местным кланом Хиросэ, её патриархом Тору Хиросэ и её членами: Цуёси Нагумо, Наото Тагасирой, Такааки Мацунагой и Ютой Усами. Он также знакомится с владелицей местной закусочной Киёми Касахарой, которая присматривает за Харуто.
В поисках отца Харуто, Кирю сталкивается с приспешниками клана Ономоти: Такеру Курусу, председателя могущественного альянса Ёмей, и его сына Цунео Ивами, генерального директора подставной компании Iwami Shipbuilding. Кирю также узнаёт, что Сугай и Сомея являются провокаторами войны с триадой Сайо от имени клана Тодзё и что поджог Маленькой Азии — дело их рук, чтобы Дайго можно было подставить и арестовать. Однако вражда между бандами стала настоящей после того, как Ивами расширил возможности триады Сайо. Позднее Ивами предал их и отправил семью Джинвон убить Джимми Ло, старшего сына их лидера, Большого Ло. Ивами и триада Сайо также разделяют «секрет Ономоти». Сугай и Сомея хотят подавить триаду Сайо, а последний просит поддержки у Кирю. Кирю отвергает предложение из-за своей роли в подставе Дайго.
Хиросэ в конце концов раскрывает, что Юта — отец Харуто и младший сын Большого Ло. С самого рождения подчинённые Ло тайно заставляли Юту изучать китайскую культуру на случай смерти старшего брата, чтобы он мог заменить его и править триадой по праву наследства. После убийства Джимми Ло триада Сайо попыталась убить Харуто из-за того, что он является полукровкой. Однако член «Сайо» Шу Тацукава и его союзники по «Джинвеону» решили продать Харуто Ивами, который хотел доказать, что он имеет над ними власть, оставив ребенка себе. Тацукава убедил Харуку в этом плане в Камуротё, но позже случайно сбил её на машине. Позднее Тацукава был убит триадой за своё предательство.
Позднее Ивами приказывает мафии Джинвон похитить Харуто, но его спасают Кирю и его союзники. Главарь мафии Джинвон Чжунхи Хан пытается раскрыть Кирю тайну Ономоти, но его убивает неизвестный. Юта, испытывая отвращение к поступку отца, пытается совершить самоубийство, сжигая Маленькую Азию, но Кирю спасает их обоих. Большой Ло приходит в себя и рассказывает Кирю, что Хиросэ специально рассказал Юте о своём происхождении, чтобы спровоцировать его на убийство Ло, поскольку тот не подчинился приказу Хиросэ покинуть Японию из-за знания «секрета Ономоти». Поняв, что Хиросэ убивал всех, кто был связан с «секретом», включая Хана, Кирю возвращается в Ономоти, чтобы противостоять ему; выясняется, что секрет — это линкор класса «Ямато», предназначенный для использования против американских оккупационных сил и незаконно построенный компанией Iwami Shipbuilding. Проект финансировал Минору Дайдодзи по прозвищу «Фиксатор» — политик, присвоивший деньги налогоплательщиков из Хиросимы. Появляется Курусу и объявляет себя организатором убийств. Он приказывает Хиросэ убить Кирю и семью Хиросэ за раскрытие тайны, но Хиросэ отказывается, в результате чего его казнят. Позднее Дайдодзи назначает Ивами своей новой правой рукой и приказывает ему казнить Курусу, поскольку тот не смог казнить Кирю и его союзников. Ивами также объявляет о своем плане полного господства над альянсом Ёмей и кланом Тодзё.
Кирю и его союзники штурмуют Башню Миллениум, чтобы противостоять Ивами и Сугаю, но Кирю вынужден сразиться с Сомеей. Однако поражение Сомеи привело к тому, что его бывшая жена Киёми оказалась в заложниках у Ивами и Сугая, и он был вынужден совершить сэппуку, чтобы спасти её. Кирю и семья Хиросэ начинают полномасштабное вторжение в альянс Ёмей. В ожидании этого Ивами и Сугай похищают пробудившихся Харуку и Харуто. Семья Хиросэ спасает их, а тяжелораненый Кирю побеждает Ивами, но его застреливает Сугай. Ивами сажают в тюрьму, Дайдодзи умирает от старости, а Сугай кончает жизнь самоубийством.
В январе 2017 года политик, являющийся преемником Дайдодзи, пытается подкупить выздоравливающего Кирю, чтобы тот молчал о преступлениях Дайдодзи, которые поставят под угрозу карьеры нескольких высокопоставленных политиков. В обмен на молчание Кирю требует освобождения Дайго из заключения, чтобы предотвратить войну между кланом Тодзё и альянсом Ёмей, и заставляет политика инсценировать свою смерть, чтобы гарантировать, что Харука и её семья смогут жить спокойно. После освобождения из тюрьмы, Дайго, Саэдзима и Мадзима создают союз с Ёмей по воле Кирю.
Вернувшись на Окинаву в последний раз, Кирю наблюдает за приютом издалека, где мирно живут Харука, Юта, Харуто и другие приёмные дети. Когда Харуто делает свои первые шаги, он видит Кирю, который исчезает прежде, чем его заметит кто-то ещё.

## Отзывы
| Сводный рейтинг       | Сводный рейтинг                     |
| Агрегатор             | Оценка                              |
| --------------------- | ----------------------------------- |
| GameRankings          | 84,60 %                             |
| Metacritic            | PS4: 83/100 PC: 82/100 XONE: 87/100 |
| Иноязычные издания    |                                     |
| Издание               | Оценка                              |
| Destructoid           | 7/10                                |
| Edge                  | 8/10                                |
| EGM                   | 9.0/10                              |
| Famitsu               | 39/40                               |
| Game Informer         | 9.25/10                             |
| GameRevolution        | [ 13 ]                              |
| GameSpot              | 8/10                                |
| GamesRadar+           | [ 15 ]                              |
| IGN                   | 7.5/10                              |
| Polygon               | 8.5/10                              |
| Русскоязычные издания |                                     |
| Издание               | Оценка                              |
| 3DNews                | 8,5/10                              |
| GameMAG.ru            | 9/10                                |
| StopGame.ru           | Изумительно                         |
| «Игромания»           | 9,0/10                              |

Игра получила положительные отзывы после выхода.